# Sagina apetala
Sagina apetala là loài thực vật có hoa thuộc họ Cẩm chướng. Loài này được Ard. miêu tả khoa học đầu tiên năm 1764.